# Плисковиця
Плисковиця (словен. Pliskovica) — поселення в общині Сежана, Регіон Обално-крашка, Словенія. Висота над рівнем моря: 278,3 м. Розташоване близько до кордону з Італією.